# Карньер (кантон)
Карнье́р(фр. Carnières) — упраздненный кантон во Франции, регион Нор — Па-де-Кале, департамент Нор. Входил в состав округа Камбре.
В состав кантона входили коммуны (население по данным Национального института статистики Архивная копия от 14 марта 2014 на Wayback Machine за 2011 г.):
- Авен-ле-Обер (3 635 чел.)
- Бевилле (545 чел.)
- Бетанкур (760 чел.)
- Бовуа-ан-Камбрези (2 164 чел.)
- Буссьер-ан-Камбрези (432 чел.)
- Вамбе (316 чел.)
- Вилле-ан-Коши (1 254 чел.)
- Карньер (1 077 чел.)
- Каттеньер (676 чел.)
- Кьеви (1 763 чел.)
- Сен-Илер-ле-Камбре (1 648 чел.)
- Сен-Обер (1 555 чел.)
- Рьё-ан-Камбрези (1 518 чел.)
- Фонтен-о-Пир (1 194 чел.)
- Эстурмель (449 чел.)

## Экономика
Структура занятости населения:
- сельское хозяйство — 6,8 %
- промышленность — 17,4 %
- строительство — 10,9 %
- торговля, транспорт и сфера услуг — 24,3 %
- государственные и муниципальные службы — 40,7 %

Уровень безработицы (2010) — 14,6 % (Франция в целом — 12,1 %, департамент Нор — 15,5 %). 

Среднегодовой доход на 1 человека, евро (2010) — 19 311 (Франция в целом — 23 780, департамент Нор — 21 164).

## Политика
Жители кантона неизменно выбырают «левых». На президентских выборах 2012 г. жители кантона отдали Франсуа Олланду в 1-м туре 27,0 % голосов против 25,6 % у Марин Ле Пен и 19,8 % у Николя Саркози, во 2-м туре в кантоне победил Олланд, получивший 59,2 % голосов (2007 г. 1 тур: Сеголен Руаяль — 25,4 %, Саркози — 23,1 %; 2 тур: Руаяль — 54,5 %). На выборах в Национальное собрание в 2012 г. по 12-му избирательному округу департамента Нор они поддержали кандидата Социалистической партии Кристиана Батая, набравшего 41,6 % голосов в 1-м туре и 61,3 % — во 2-м туре. (2007 г. 22-й округ. Кристиан Батай: 1-й тур — 35,9 %, 2-й тур — 56,3 %). На региональных выборах 2010 года больше всего голосов — 28,2 % — в 1-м туре собрал список социалистов; во 2-м туре единый «левый список» с участием социалистов, коммунистов и «зеленых» получил 54,6 %, Национальный фронт с 23,7 % финишировал вторым, а «правый» список — третьим (21,6 %).
|  | Кандидат      | Партия                  | % голосов |
|  | ------------- | ----------------------- | --------- |
|  | Дельфин Батай | Социалистическая партия | 62,94     |
|  | Матье Ламан   | Национальный фронт      | 37,06     |

|  | Кандидат       | Партия                  | % голосов |
|  | -------------- | ----------------------- | --------- |
|  | Дельфин Батай  | Социалистическая партия | 50,67     |
|  | Жан-Мари Лемер | Правые партии           | 49,33     |